# Motta da Sett
Motta da Sett är en bergstopp i Schweiz.   Den ligger i regionen Albula och kantonen Graubünden, i den sydöstra delen av landet, 180 km öster om huvudstaden Bern. Toppen på Motta da Sett är 2 637 meter över havet, eller 160 meter över den omgivande terrängen. Bredden vid basen är 0,74 km.
Terrängen runt Motta da Sett är bergig söderut, men norrut är den kuperad. Runt Motta da Sett är det glesbefolkat, med 8 invånare per kvadratkilometer.. Närmaste större samhälle är St. Moritz, 17,4 km nordost om Motta da Sett. 
Trakten runt Motta da Sett består i huvudsak av gräsmarker.